# Anglické chemické názvosloví

## Anglické skladebné názvosloví
V anglickém skladebném názvosloví se upřednostňuje složení molekuly před její strukturou. Jeho nejjednodušší formou je stechiometrický název (stoichiometric name). V některých případech můžeme použít pro skupinu atomů triviální název (cyanide = CN, hydroxide = OH) a začlenit ho do názvu jako by se jednalo o atom.
Anion píšeme na druhé místo a má koncovku -ide. Kation píšeme bez koncovky na první místo. Počet atomů v molekule se udává množstevní předponou před každým atomem: 

mono- X1,

di (bi)- X2,

tri- X3,

tetra- X4,

penta- X5,

hexa- X6,

hepta- X7,

octa- X8,

nona- X9,

deca- X10,

undeca- X11,

dodeca- X12 … 

Předpona mono- se ve většině případů vynechává. V případech, kdy existuje jenom jedna obecně známá sloučenina daných prvků a nemůže tedy dojít k záměně se můžete setkat s tím, že množstevní předpony jsou vynechány (Ca3P2 = tricalcium diphospide = calcium phospide), přesto však je lepší množstevní předpony používat.
Ionty se nazývají obdobně jako ve sloučenině, anion má koncovku -ide a kation je bez koncovky. Oxidační číslo se píše do závorky za jméno iontu a znaménko za číslem určuje, jde li o kation či o anion (Na+ = sodium (1+) , O−2 = oxide (2-)).
U sloučenin, kde se některé skupiny vyskytují vícekrát, používáme množstevní předpony, které se liší od těch běžných (Ca(NO3)2 = calcium bis(trioxidonitrate) )
	Chceme-li uvést jméno sloučeniny s ohledem na její strukturu, místo množstevních předpon použijeme oxidační číslo psané římskými číslicemi (např. Fe2(SO4)3 = diiron trisulphate = iron (III) sulphate, Fe3O4 = iron (II) diiron (III) oxide).

## Anglické názvosloví sloučenin vodíku
Binární sloučeniny vodíku jsou jednoslovné a mají vždy koncovku -ane. Kořenem slova je centrální atom. Takto sestavený název neobsahuje informaci, kolik vodíků sloučenina obsahuje. Je proto nutné vědět, jaký je záporný oxidační stupeň centrálního atomu.
Obsahuje-li sloučenina více těchto skupin, opět zdůrazníme jejich množství množstevní předponou (H2NNH2 = diazane). Je li takováto sloučenina nenasycená (obsahuje-li méně vodíků), místo koncovky -ane, použijeme koncovku -ene, když má sloučenina dvojnou vazbu, či -yne, když má trojnou vazbu (HN=NH = diazene).

## Anglické názvosloví kyselin a od nich odvozených solí
V anglickém názvosloví kyselin se mnohem častěji používají nesystematické názvy, které se skládají z názvu centrálního atomu, který má příponu či příponu a předponu podle toho, v jakém je oxidačním stavu oproti svému nejběžnějšímu oxidačnímu stavu, a slova acid (kyselina).
	Kyselina, jejíž centrální atom je ve svém nejběžnějším oxidačním stavu má koncovku -ic (HNO3 – nitric acid, H3PO4 – phosporic acid, HClO3 – chloric acid). Je-li oxidační stav kyseliny vyšší, kořen slova přijímá předponu per- a koncovku -ic. (HClO4 – perchloric acid). Je li nižší, získává kořen příponu -ous (HClO2 – chlorous acid) a nejnižší příponu hypo- a koncovku -ous(HClO – hypochlorous acid.
	Méně často užívaný systematický název je jednoslovný a obsahuje nejprve skupiny OH, potom O a potom název centrálního atomu. Množství těchto součástí je vyjádřeno opět množstevní předponou. Například H2SO4 se systematicky jmenuje dihydroxidodioxidosulphur, protože obsahuje dvě skupiny OH, dva kyslíky a jeden centrální atom síry.
V následující tabulce jsou vypsány nejběžnější kyseliny a od nich odvozené báze solí.
| Vzorec | Nesystematický název | Systematický název          | Oxidační stav* | Odvozená sůl |
| HNO3   | nitric acid          | hydroxidodioxidonitrogen    | 5, 0           | nitrate      |
| HNO2   | nitrous acid         | hydroxidooxidonitrogen      | 3, (-)         | nitrite      |
| H3PO4  | phosphoric acid      | trihydroxidooxidophosphorus | 5, 0           | phosphate    |
| H3BO3  | boric acid           | trihydroxidoboron           | 3, 0           | borate       |
| H2CO3  | carbonic acid        | dihydroxidooxidocarbon      | 4, 0           | carbonate    |
| H2SO4  | sulfuric acid        | dihydroxidodioxidosulfur    | 6, 0           | sulfate      |
| H2SO3  | sulfurous acid       | dihydroxidooxidosulfur      | 4, (-)         | sulfite      |
| HClO   | hypochlorous acid    | hydroxidochlorine           | 1, (--)        | hypochlorite |
| HClO2  | chlorous acid        | hydroxidooxidochlorine      | 3, (-)         | chlorite     |
| HClO3  | chloric acid         | hydroxidodioxidochlorine    | 5, 0           | chlorate     |
| HClO4  | perchloric acid      | hydroxidotrioxidochlorine   | 7, +           | perchlorate  |

*) symbol za čárkou naznačuje, zda je oxidační stav vyšší (+), nižší (-) nebo nejnižší (--) oproti normálnímu stavu 0.

**) některé méně běžné názvy se odvozují od soli přidáním vodíků; tato kyselina byla pojmenována podle soli předchozí kyseliny.